# Edvard Race
Edvard (Edi) Race, slovenski komercialist, kulturni delavec in zborovodja, * 12. april 1947, Rodik.
Rodil se je očetu komercialistu Antonu in materi Jožici (roj. Glavič). Osnovno šolo je obiskoval v rojstnem kraju in Divači gimnazijo pa v Postojni ter istočasno še glasbeno šolo v Sežani. Diplomiral je na oddelku za glasbeni pouk na ljubljanski Višji pedagoški šoli. Po diplomi se je zaposlil kot vodja izpostave podjetja Feršped na mejnem prehodu Kozina. Leta 1960 je vodil Mladinski pevski zbor v Rodiku, 1962 pa je prevzel še Mešani cerkveni zbor v Rodiku. Vodil je tudi zbore v Podgorju in Lokvi. Leta 1971 je prevzel vodenje Moškega pevskega zbora v Divači in isto leto tam obnovil delovanje mešanega in ženskega pevskega zbora, 1973 pa je prevzel vodenje Mešanega zbora Novega sv. Antona v Trstu. Deloval je tudi kot član Strokovne komisije pri Taboru pevskih zborov v Šentvidu pri Stični ter bil član komisije za odrasle zbore pri Združenju pevskih zborov Primorske. Na Taboru pevskih zborov v Šentvidu je večkrat dirigiral združene mešane zbore.
Mešani pevski zbor Divača je pod vodstvom Edvarda Raceta z leti umetniško napredoval in v slovenskem okviru postal pomembno pevsko telo. Zbor je nastopal na številnih pevskih koncertih doma in tujini ter za svoje nastope prejel več nagrad in priznanj, med katerimi je tudi Red zaslug za ljudstvo s srebrnimi žarki, ki je bil zboru podeljen 1981. Race je za doseženo izvajalsko ravan prejel številne nagrade in priznanja, med njimi tudi priznanje Osvobodilne fronte in Gallusovo plaketo, najvišje priznanje Javnega sklada za kulturne dejavnosti Republike Slovenije.
Edi Race je bil mnogo let zelo dejaven v odboru Zveze cerkvenih pevskih zborov Trst (ZCPZ) , za katero je organiziral tečaje in prireditve, še posebno vsakoletni strokovni poletni tedenski seminar . Mnogo let je bil zborovodja združenega zbora ZCPZ, s katerim je nastopal bodisi v slovenskih župnijah po vsem zamejstvu, kot v Sloveniji in tudi na raznih posvetnih koncertih .